# Dalibor Matanić
Dalibor Matanić (Zagabria, 21 gennaio 1975) è un regista croato.

## Filmografia

### Cinema

#### Lungometraggi
- Blagajnica hoće ići na more (2000)
- Ragazze belle e morte (Fine mrtve djevojke) (2002)
- 100 minuta slave (2004)
- Volim te (2005)
- Kino Lika (2008)
- Majka asfalta (2010)
- Ćaća (2011)
- Majstori (2013)
- Sole alto (2015)
- Alba (2020)

#### Cortometraggi
- Sretno (1998)
- Bag (1999)
- Tišina (2001)
- Suša (2002)
- Djevojčica sa olovkama (2004)
- Tulum (2009)
- Mezanin (2011)

### Televisione
- Novine (2016-in produzione)